# 5502 Brashear
Az 5502 Brashear (ideiglenes jelöléssel 1984 EC) a Naprendszer kisbolygóövében található aszteroida. Edward L. G. Bowell fedezte fel 1984. március 1-én.